# Norman Angell
Ralph Norman Angell-Lane (Holbeach, 26 dicembre 1872 – Croydon, 7 ottobre 1967) è stato un politico e saggista britannico, Premio Nobel per la pace nel 1933.

## Biografia
Figlio di Thomas Angell Lane e Mary (Brittain) Lane, fu l'ultimo di sei figli di un'agiata famiglia borghese del periodo vittoriano.
Negli anni dell'adolescenza venne molto influenzato dalla sorella maggiore, Carrie, e dalle continue e profonde letture di autori quali Voltaire, Herbert Spencer e Charles Darwin. Fu l'approfondimento delle opere di John Stuart Mill che lo influenzarono maggiormente negli anni della crescita.
Frequentò la scuola elementare in Inghilterra, proseguendo gli studi in Francia, per poi rientrare a Londra ed infine in Svizzera. Insoddisfatto della vita trascorsa in Europa, che considerò vecchia ed arcaica, nel 1891, all'età di 17 anni, si trasferì negli Stati Uniti, lavorando come bracciante in California. Nella sua permanenza negli Stati Uniti conobbe per caso un giornalista del San Francisco Chronicle che gli propose di scrivere per il giornale sulle vicende che riguardavano l'Europa negli anni che precedettero la prima guerra mondiale.
Nel 1898 impegni familiari lo richiamarono in patria, dove conobbe Lord Northcliffe, instauratosi a capo della stampa inglese, che lo assunse e lo inviò a Parigi dove divenne cronista del Daily Mail, giornale in lingua inglese.
Il fermento della capitale francese, a seguito degli avvenimenti dell'Affare Dreyfus, l'esperienza maturata negli Stati Uniti con lo scoppio del Conflitto ispano-americano e la guerra boera indussero Lane a scrivere, nel 1903, Patriottismo sotto tre bandiere: una mozione per il razionalismo in politica (Patriotism under Three Flags: A Plea for Rationalism in Politics).
Nel 1909 diede alle stampe il suo libro più importante, ampliato definitivamente nel 1910, col titolo La grande illusione (The Great Illusion), che venne tradotto in 25 lingue, con tirature altissime per l'epoca, in cui Angell espose le sue teorie antimilitariste e il suo principio secondo il quale la guerra non dà benefici economici in quanto gli Stati, indirizzati verso un'economia di libero scambio, sono interdipendenti. Egli era anche convinto che il capitalismo fosse incompatibile con la guerra e difese il liberismo come unica via verso pace e prosperità.
Nel 1921 seguì per il quotidiano The Times gli accordi di Parigi volti a riorganizzare l'Europa uscita dalla guerra mondiale, dove constatò che le umiliazioni profonde inferte alla Germania avrebbero condotto di nuovo l'Europa alla guerra.
Eletto al Parlamento del Regno Unito nel 1931, nelle file del Partito Laburista, s'impegnò nella lotta verso i totalitarismi, il fascismo ed il nazismo in particolare. Il suo impegno venne riconosciuto con il conferimento del Premio Nobel per la pace nel 1933.
Dopo la fine della seconda guerra mondiale l'impegno di Angell proseguì costantemente negli anni, diffondendo il suo pensiero in continui viaggi per il mondo.
Morì all'età di 94 anni in una casa di riposo.